# João Paulo Mior
João Paulo Mior (Serafina Corrêa, 8 marzo 1991) è un calciatore brasiliano, centrocampista dei Seattle Sounders FC.

## Palmarès

### Club

#### Competizioni statali
- Campionato Gaucho: 3

Internacional: 2010, 2011, 2012
- Campionato Pernambucano: 2

Santa Cruz: 2015, 2016
- Copa do Nordeste: 1

Santa Cruz: 2016
- Campionato Carioca: 1

Botafogo: 2018

#### Competizioni internazionali
- Recopa Sudamericana: 1

Internacional: 2011
- CONCACAF Champions League: 1

Seattle Sounders: 2022

### Individuale
- MLS Best XI: 1

2021